# North Thormanby Island
North Thormanby Island är en ö i Kanada.   Den ligger i Thormanby Islands i Sunshine Coast Regional District och provinsen British Columbia, i den sydvästra delen av landet, 3 600 km väster om huvudstaden Ottawa. Arean är 1,8 kvadratkilometer.
Terrängen på North Thormanby Island är platt. Den sträcker sig 1,8 kilometer i nord-sydlig riktning, och 2,0 kilometer i öst-västlig riktning.